# Herz-Jesu-Kirche (Weiden in der Oberpfalz)

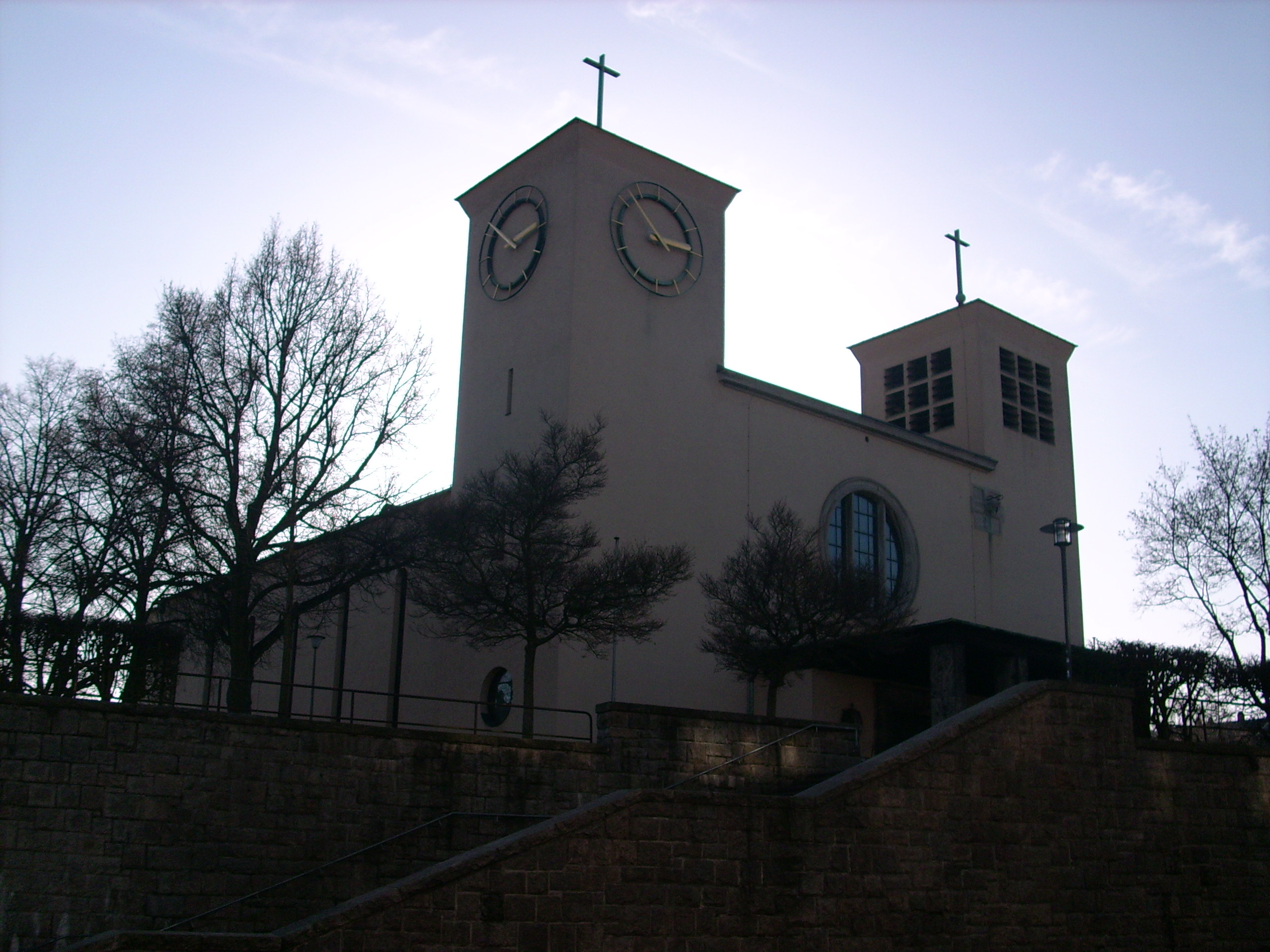
Außenansicht der Herz-Jesu-Kirche

Die Pfarrei Herz Jesu  ist eine der acht Pfarreien in Weiden in der Oberpfalz im Bistum Regensburg.

## Pfarrgeschichte
Die Pfarrei Herz Jesu wurde am 7. Februar 1922 gegründet, nachdem die Anzahl der Katholiken in Weiden stark angestiegen war. Die neue Pfarrei, die von der Pfarrei St. Josef abgetrennt wurde, zählte damals 4.300 Gläubige; heute sind es etwa 5.000 Katholiken.
Als erster Pfarrer wurde Franz Xaver Schweiger (1922–1934) eingesetzt. Er war nicht nur der Bauherr der neuen Pfarrkirche, sondern auch des Caritasheimes, das am 30. Dezember 1931 eingeweiht wurde. Noch heute befindet sich in diesem Gebäude der Kindergarten „Herz Jesu“. Sein Nachfolger Karl Käß (1934–1955) vollendete die Pfarrkirche und auf seine Initiative hin wurde aufgrund des raschen Anstieges der Bevölkerung die Pfarrei St. Johannes gegründet und 1953 eine neue Pfarrkirche errichtet. Der Seelsorger Georg Götz (1955–1959) errichtete gegenüber der Ostmarkkaserne eine Dreifaltigkeitskapelle für die Militärseelsorge beider Konfessionen. 1972 musste sie wegen Baufälligkeit abgerissen werden. Unter Pfarrer Johann Baptist Rösch (1959–1973) wurde 1962 die Pfarrbücherei (existiert heute nicht mehr) eingerichtet und am 25. Juni 1966 wurde das Pfarrheim eingeweiht. Pfarrer Hermann Eichinger (1973–1999) errichtete auf dem Pfarrgebiet einen zweiten Kindergarten „Lorenz Werthmann“. Unter seiner Amtszeit wurde die Pfarrkirche renoviert und eine neue Orgel angeschafft. Seit September 2007 bilden die Pfarreien Herz Jesu und St. Johannes eine Seelsorgeeinheit.
37 Kapläne wirkten in Herz Jesu seit dem Bestehen der Pfarrei. Der berühmteste von ihnen ist Johann Maier, der spätere Domprediger des Regensburger Doms. Aus dieser Pfarrei gingen 22 Neupriester (letzte Primiz fand 2011 statt) hervor.

## Baugeschichte der Pfarrkirche
Am 24. April 1921 wurde im heutigen Pfarrgarten eine Notkirche errichtet. Erst ab der Grundsteinlegung am 2. Juli 1933 entstand die heutige Herz-Jesu-Kirche. Bauherr war der erste Seelsorger der Pfarrei Franz Xaver Schweiger, der starken Anteil an allen Fragen des Kirchenbaus und der Ausstattung hatte. Der Entwurf stammte von Professor Otho Orlando Kurz und Landesbaurat Eduard Herbert. Pfarrer Schweiger verstarb am 20. Januar 1934 und erlebte die Vollendung der Kirche nicht mehr. Nach dem Tod des Architekten Kurz vollendete der Düsseldorfer Architekt Professor Fritz Becker den Bau. Am 3. Juni 1934 weihte der damalige Bischof von Regensburg Dr. Michael Buchberger das neue Gotteshaus ein.
2009 feierte die Pfarrei „75 Jahre Herz-Jesu-Kirche“.

## Der Kirchenraum

### Maße
Das Kirchengebäude ist 55,5 m lang, 23,5 m breit und 12,6 m hoch.

### Äußeres
Aus städtebaulichen Gründen steht die Kirche von Norden nach Süden. Sie hat eine breite Fassade mit zwei Türmen, die 22 m hoch und mit jeweils einem 4 m hohen Turmkreuz gekrönt sind. Am Ostturm ist auf drei Seiten je eine Uhr angebracht und im Westturm befinden sich sechs Glocken.

### Inneres

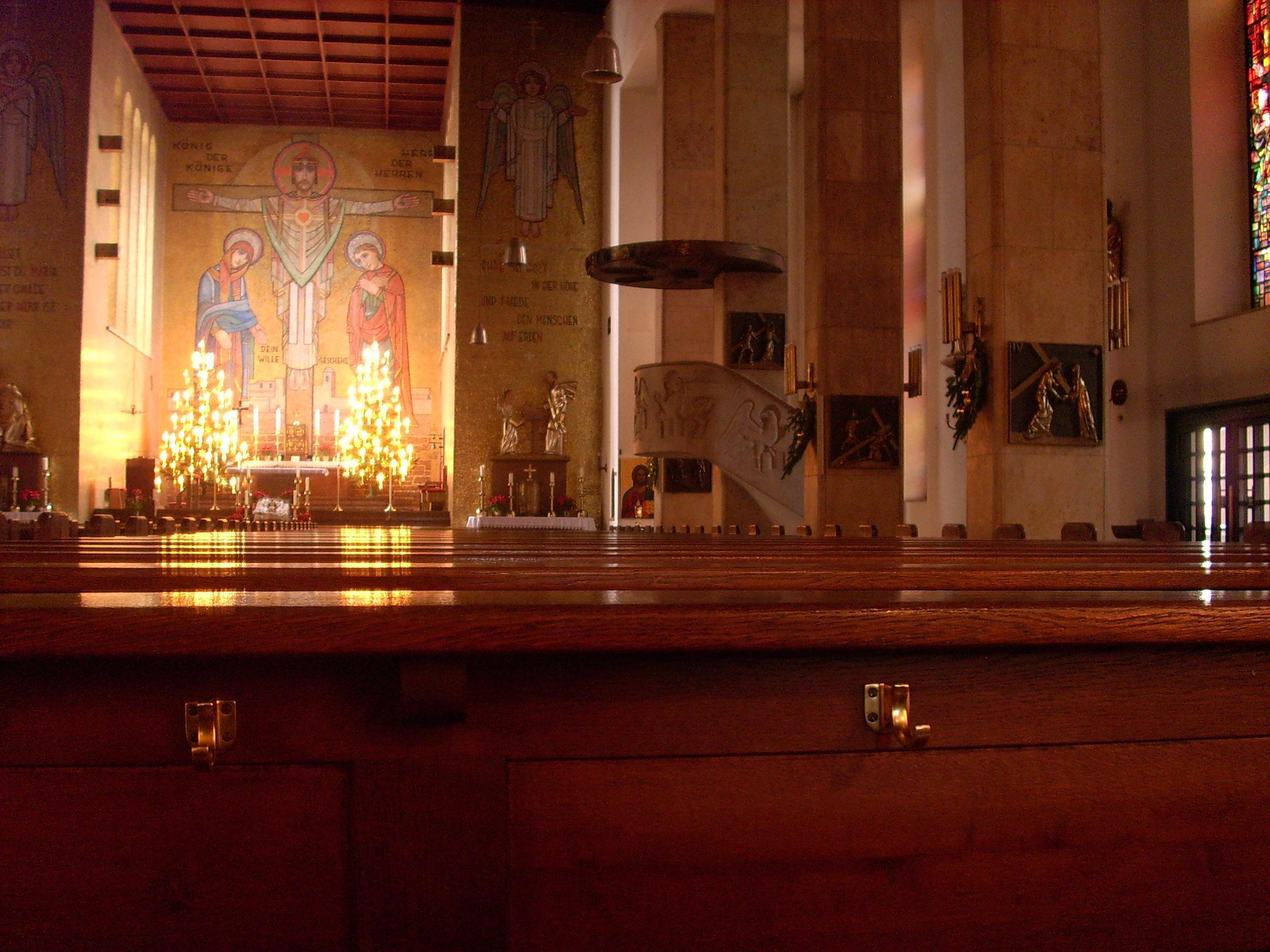
Blick zum Altarbild und zum Josefsaltar

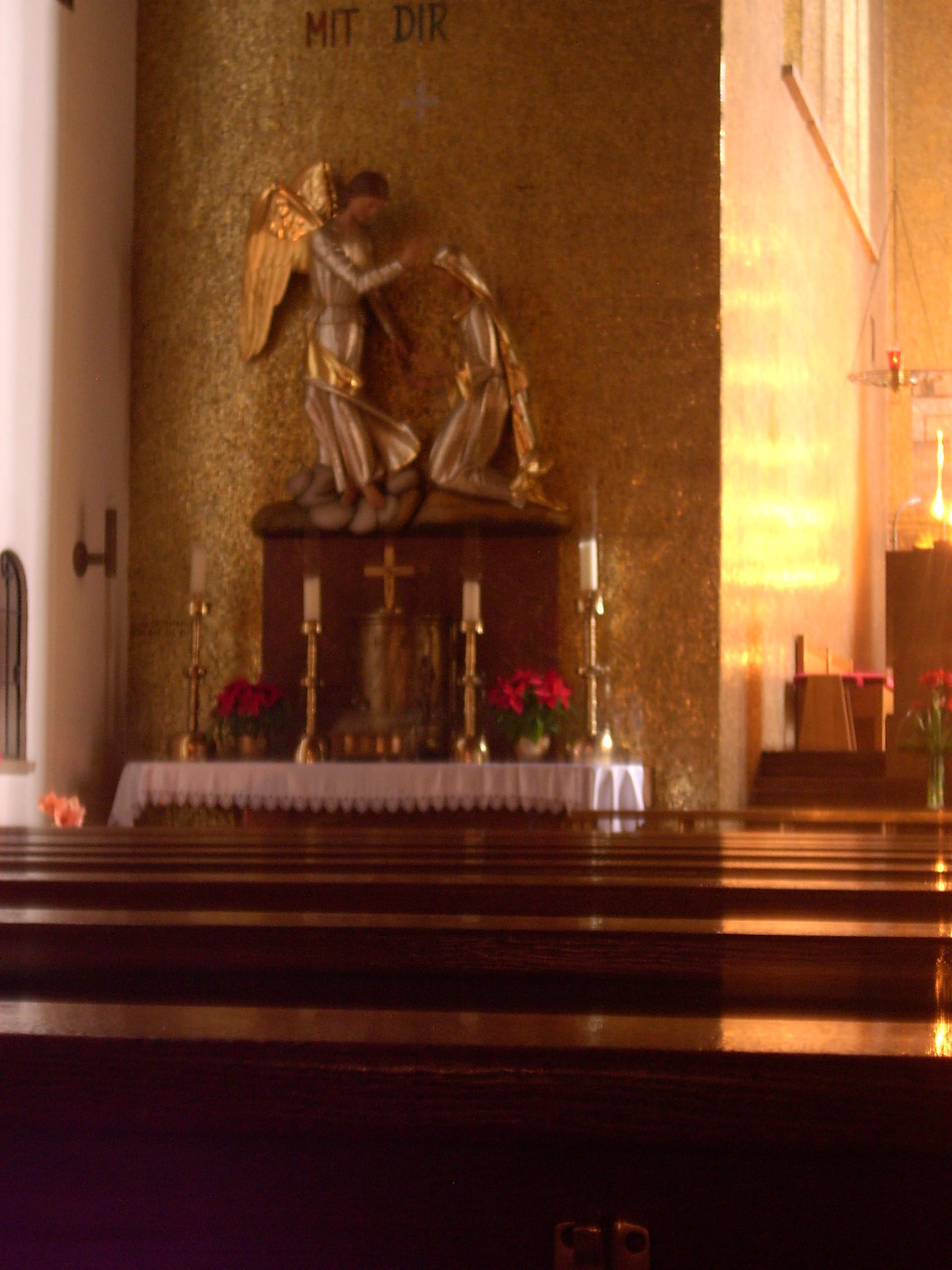
Blick zum Marienaltar

Das Kirchenschiff ist in ein Haupt- und zwei Seitenschiffe aufgeteilt. Die Seitenschiffe werden von je sechs 10 m hohen Pfeilern aus gelbem Juramarmor vom Hauptschiff abgetrennt.
Der Chorraum ist erhöht, 8 m breit und 10 m tief. Dominierend ist das große Mosaikbild von Prof. Josef Eberz mit seinen vier Millionen Mosaiksteinchen (12,6 m hoch und 8 m breit). Abgebildet sind der gekreuzigte Christus als König-Hoherpriester, Maria und Johannes.
Der Hochaltar ist aus Trienter Marmor, ebenso der Volksaltar, der 1972 im Zuge der Liturgiereform aufgestellt wurde. Am rechten Seitenaltar ist Josef mit dem Jesusknaben dargestellt und auf dem linken Seitenaltar die Verkündigungsszene.
Seitlich am Durchgang zur Unterkirche befindet sich seit 1951 der Gefallenen-Gedächtnis-Altar. Seit 2007 wird hier auch an die Verstorbenen der Pfarrei gedacht.

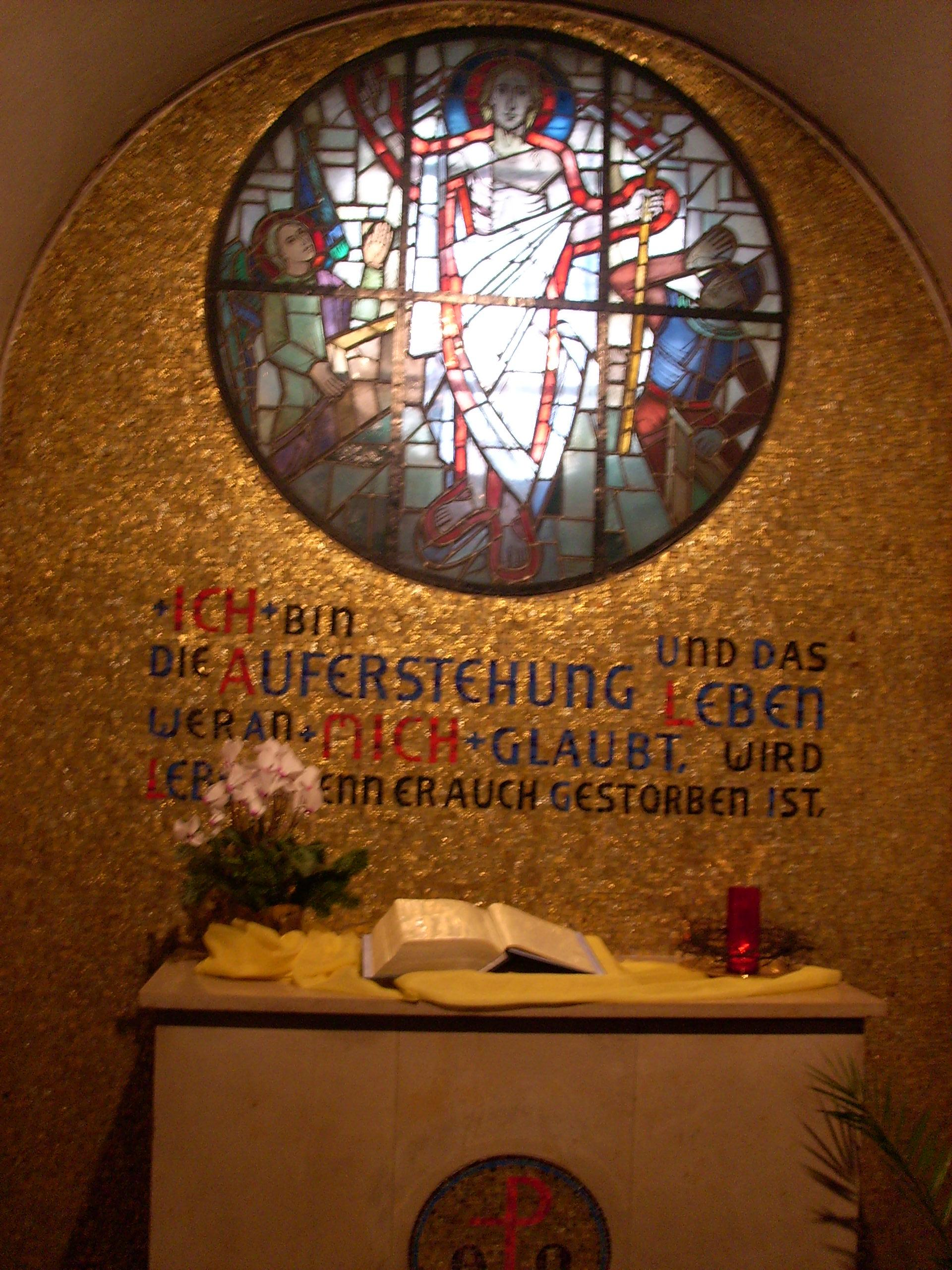
Blick zum Gefallenen-Gedächtnis-Altar.

### Glasfenster
Beeindruckend sind auch die Glasfenster mit ihrer Darstellungskomposition. Die sieben Glasfenster auf der linken Seite stellen die sieben hl. Sakramente dar:
- Der hl. Franz Xaver tauft eine Inderin
- Der hl. Bonifatius firmt einen Germanen
- Der hl. Albertus Magnus verehrt das heiligste Altarsakrament
- Der hl. Johannes Nepomuk, der Martyrer des Beichtgeheimnisses, nimmt die Beichte ab
- Bischof Wittmann von Regensburg reicht dem Krieger im Feld die hl. Ölung
- Der hl. Wolfgang weiht einen jungen Mann zum Priester
- Das hl. Kaiserpaar Heinrich II. und Kunigunde schließen ihren hl. Ehebund

Die Glasfenster auf der rechten Seite stellen die sieben Werke der Barmherzigkeit dar:
- Die Hungrigen speisen (hl. Elisabeth)
- Die Durstigen tränken (hl. Bruder Konrad)
- Die Nackten bekleiden (hl. Mauritius)
- Die Fremden beherbergen (hl. Johannes Don Bosco)
- Die Gefangenen erlösen (hl. Ludwig)
- Die Kranken besuchen (hl. Vinzenz von Paul)
- Die Toten begraben (hl. Luzia)

Im runden Fenster der Orgelempore ist Christus mit dem geöffneten Herzen dargestellt. In der Taufkapelle ist die Taufe des Herrn abgebildet.
Seit 1986 befinden sich zwischen den Fenstern der Seitenschiffe die zwölf Apostel. Die Figuren wurden von dem heimischen Bildhauer Wendelin Sperl angefertigt.

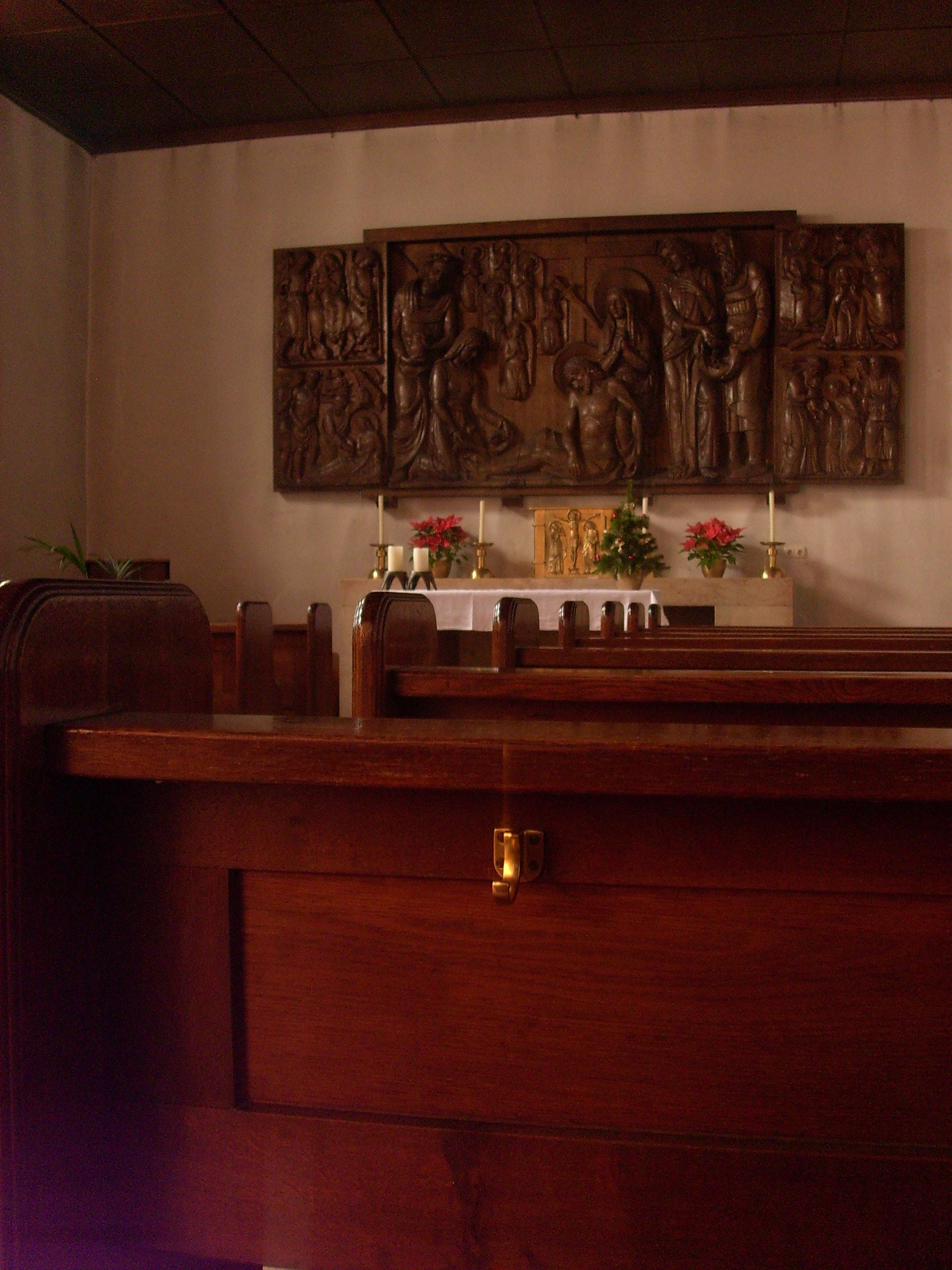
Blick in die Unterkirche.

### Unterkirche
Am Ende des linken Seitenschiffes befindet sich die Unterkirche. Dort ist auch der erste Pfarrer Franz Xaver Schweiger begraben. Sehr bedeutend ist das Schmerzhafte-Muttergottes-Relief von Wilhelm Vierling. Im Mittelteil ist Maria als Schmerzensmutter abgebildet, die um ihren toten Sohn trauert. Die Seitenflügel stellen Szenen aus dem Leben Marias dar: 
- Links oben: Flucht nach Ägypten
- Links unten: Geburt Christi
- Rechts oben: Krönung Mariens im Himmel
- Rechts unten: Darbringung im Tempel

An der rechten Seitenwand sind Figuren vom hl. Bruder Konrad und von der hl. Anna angebracht.

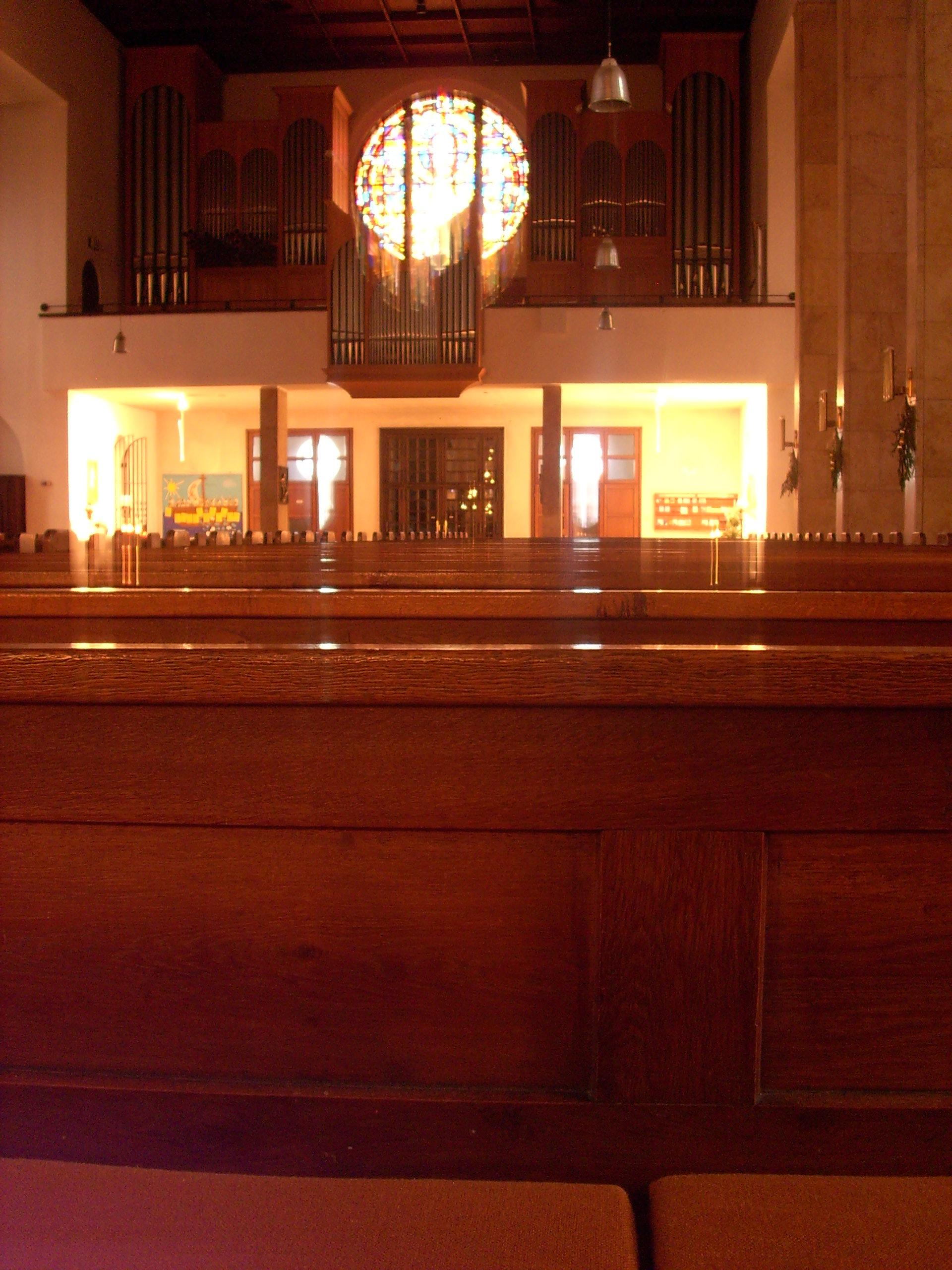
Blick zur Orgelempore.

### Orgel
Seit 1991 befindet sich in der Herz-Jesu-Kirche eine Orgel von Georg Jann. Sie hat drei Manuale, 52 klingende Register und ein Glockenspiel (g° - g″ 25 Röhren). Insgesamt befinden sich in der Orgel 3920 Pfeifen. Vor der Neuanschaffung stand eine dreimanualige Salon-Konzert-Orgel aus dem Jahr 1925 von der Firma G. F. Steinmeyer & Co. Vorher stand diese Orgel auf den Schlossgut Bockenberg bei Thalmassing und wurde 1933 in der Herz-Jesu-Kirche aufgebaut und erweitert.

## Glocken
Am 8. Februar 1943 wurden die vier großen Glocken als „Kriegsopfer“ vom Turm geholt. Die kleinste Glocke (a′) des alten Geläutes von der Glockengießerei Hamm in Regensburg verblieb im Turm. An Pfingsten 1949 bekam die Pfarrei fünf neue Glocken von der Glockengießerei Otto aus Bremen-Hemelingen. Die OTTO-Glocken haben folgende Schlagtonreihe: h° – d′ – e′ – g′ – h′. Ihre Durchmesser sind: 1646 mm, 1392 mm, 1241 mm, 1090 mm, 828 mm. Sie wiegen zusammen fast 7,6 Tonnen. Seitdem befinden sich im Westturm sechs Glocken:
- Herz-Jesu-Glocke: „Herz Jesu, dir sei geweiht Hirt und Herde allezeit!“
- Marienglocke: „Segne alle Herzen, segne jedes Haus!“
- Bruder-Konrad-Glocke: „Bruder Konrad schlicht und rein, mögen wir dir ähnlich sein!“
- Antonius-Glocke: „Hilf uns im Erdenleid, hilf uns zur Seligkeit!“
- Josefs-Glocke: „Wenn wir mit dem Tode ringen, woll St. Josef uns beispringen!“ Karl Hamm, Regensburg, goß mich im Heiligen Jahr 1933
- Barbara-Glocke: „Nach allem Erdenstreit erflehe uns Barmherzigkeit“

Die Glocken erklingen in der Tonfolge h° d′ e′ g′ a′ h′. Das Hauptgeläut bilden die Glocken 1–5, Glocke 6 (h′) wird solistisch verwendet und läutet nur sehr selten mit den anderen Glocken im Vollgeläut. Die mit dem Schlagton a′ angegebene Glocke weicht jedoch vom Nominalton stark ab und ist eigentlich schon als as′ einzuordnen. Offiziell wird sie trotzdem als a′ angegeben.